# Снови и огледала
Снови и огледала (шп. Sueños y espejoѕ) колумбијска је теленовела, продукцијске куће RCN Televisión, снимана 1994.
У Србији је приказивана 2004. на телевизији Кошава и другим на локалним каналима.

## Синопсис
Моћна породица Арагон власник је новина 1900, а стари Арагон је на самрти. Сви желе да буду његови наследници, али он одлучује да се његови синови Хакобо и Естебан боре за председничко место његове империје. Маријана Бернал је скромна рецепционерка која ради у редакцији новина и заљубљена је у Хакоба. Није прихваћена у свету богаташа, али њихова љубав је јача од свега. Највише од стране Естебана, који жели да буде следећи председник и намерава да уклони Хакоба и Маријану са пута ка успеху. Маријана и Хакобо завршавају у ковитлацу лажи и превара…

## Улоге
| Глумац:                | Улога:   |
| ---------------------- | -------- |
| Кораима Торес          | Маријана |
| Николас Монтеро        | Хакобо   |
| Роберто Ескобар        | Марсело  |
| Хуан Себастијан Арагон |          |
| Алехандро Буенавентура |          |
| Мануел Баскетс         |          |
| Магали Каиседо         |          |
| Силвија де Диос        |          |
| Миријам де Лурдес      |          |
| Умберто Дорадо         |          |
| Хари Гајтнер           |          |
| Марија Кристина Галвез |          |
| Џуди Енрикез           |          |
| Ана Марија Кампер      |          |
| Уго Перез              |          |
| Херман Кинтеро         |          |
| Марта Лилијана Руиз    |          |
| Едмундо Троја          |          |